# Usivka, Pîreatîn
Usivka (în ucraineană Усівка) este un sat în comuna Kaplînți din raionul Pîreatîn, regiunea Poltava, Ucraina.

## Demografie
Componența lingvistică a localității Usivka
     Ucraineană (98,5%)
     Rusă (1,12%)
Conform recensământului din 2001, majoritatea populației localității Usivka era vorbitoare de ucraineană (98,5%), existând în minoritate și vorbitori de rusă (1,12%).